# Kenia Sinclair
Kenia Sinclair (14 luglio 1980) è un'ex mezzofondista giamaicana.

## Palmarès
| Anno | Manifestazione          | Sede           | Evento      | Risultato  | Prestazione | Note |
| ---- | ----------------------- | -------------- | ----------- | ---------- | ----------- | ---- |
| 2003 | Campionati CAC          | Saint George's | 800 m piani | Argento    | 2'04"50     |      |
| 2006 | Mondiali indoor         | Mosca          | 800 m piani | Argento    | 1'59"54     |      |
| 2006 | Giochi del Commonwealth | Melbourne      | 800 m piani | Argento    | 1'58"16     |      |
| 2007 | Mondiali                | Osaka          | 800 m piani | Semifinale | 2'00"25     |      |
| 2008 | Giochi olimpici         | Pechino        | 800 m piani | 6ª         | 1'58"24     |      |
| 2009 | Mondiali                | Berlino        | 800 m piani | Semifinale | 2'02"31     |      |
| 2011 | Mondiali                | Taegu          | 800 m piani | 5ª         | 1'58"66     |      |
| 2016 | Giochi olimpici         | Rio de Janeiro | 800 m piani | Batteria   | 2'03"76     |      |

## Altre competizioni internazionali
2011
- Oro all'Adidas Grand Prix ( New York), 1500 m piani - 4'08"06